# Eremoleon pulcher
Eremoleon pulcher är en insektsart som först beskrevs av Peter Esben-Petersen 1933. 
Eremoleon pulcher ingår i släktet Eremoleon och familjen myrlejonsländor. Inga underarter finns listade i Catalogue of Life.